# Nimrod, Golan Heights

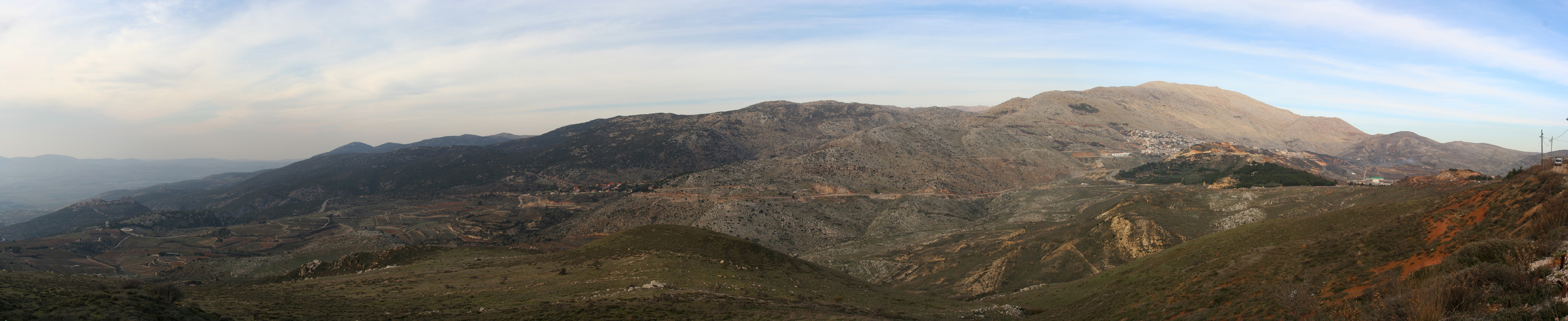
Quang cảnh núi Hermon từ làng

Nimrod (tiếng Hebrew: נִמְרוֹד נִמְ) là một khu định cư nhỏ của Israel được tổ chức dưới dạng moshav, ở Cao nguyên Golan trên sườn phía nam của Núi Hermon, và là khu định cư dân sự cao nhất như vậy trong lãnh thổ do Israel kiểm soát ở 1.110 mét (3.640 ft) trên mực nước biển. Moshav là một phần của Hội đồng khu vực Golan. Cộng đồng quốc tế coi các khu định cư của người Israel ở Cao nguyên Golan là bất hợp pháp theo luật pháp quốc tế, nhưng chính phủ Israel tranh chấp điều này. 
Nimrod được đặt theo tên của Pháo đài Nimrod cổ đại gần đó, và nằm gần khu định cư Neve Ativ của Israel và các thị trấn Druze của Majdal Shams, Mas'ade và Ein Qiniyye. Khu định cư ban đầu được thành lập như một tiền đồn bán quân sự Nahal vào ngày 31 tháng 1 năm 1982, với sự đột phá vào Ngày Độc lập của Israel năm đó. Nimrod trở thành một thị trấn dân sự vào tháng 1 năm 1999, và bây giờ  nhà sáu gia đình. Ngôi làng tập trung vào việc phục vụ khách du lịch, và điều hành một nhà hàng và nhà gỗ.